# بريونوسوكس
الپريونوسوكس (Prionosuchus) هو جنس منقرض من التيمنوسپونديلايات الكبيرة. معروف منه نوع واحد هو الپريونوسوكس پلاميري (P. plummeri) تم التعرف عليه من العصر الپرمي الأوسط (270 مليون سنة مضت). تم العثور على حفرياته في شمال شرق البرازيل.